# Turó de Can Colomer
El Turó de Can Colomer o Turó d'en Pau Arenes és una muntanya de 360 metres que es troba al municipi de Vallromanes, a la comarca del Vallès Oriental.